# Олимпийский самовар
Олимпийский самовар — самовар с тематическими элементами отделки, изготовленный по заказу администрации Тульской области к открытию Зимней Олимпиады в Сочи в качестве подарка олимпийской сборной России.
Идея создания самовара принадлежит губернатору Тульской области Владимиру Груздеву. Самовар создавался на базе самоварной мастерской Николая Ашпина в Туле в течение трёх месяцев.
Николай Ашпин, председатель совета директоров, владелец самоварной мастерской:

В разработке модели будущего самовара нам очень помог ректор ТулГУ Михаил Грязев. Он предоставил нам талантливых студентов и специалистов университета, которые совместно с нашими художниками воплотили задумку в реальную 3D-модель. Ведь помимо художественной части работы существует и техническая сторона – потому что нарисовать можно все что угодно, а вот как это быстро и качественно изготовить в металле,  решает именно технолог. Окончательный эскиз был показан губернатору области и после утверждения с его стороны начался «штурм» и закипела работа.
— Николай Ашпин
Художник, создавший эскиз олимпийского самовара — Вадим Волгин, представитель современной династии самоварных мастеров. В идее самовара — русская зима с её красотой и кружевами, а за основу взята снежинка, узоры которой прослеживаются в декоративных элементах изделия.
Вадим Волгин, художник, создавший эскиз олимпийского самовара:

Меня вдохновила наша русская зима с ее красотой, кружевами… За основу я взял снежинку, узоры которой можно наблюдать в декоративных элементах самовара.  На подготовку эскиза ушло около трех-четырех дней. Я вижу готовое изделие в голове, поэтому графически выразить его получается достаточно быстро.— Вадим Волгин
В разработке модели участвовали студенты и специалисты Тульского государственного университета. Самовар изготовлен из латуни, с никелированным покрытием, золотым и медным напылением, может работать как жаровой, так и как электрический. На корпусе внутри снежинок изображены восемь видов спорта. Ручки изготовлены из маньчжурского ореха в виде шишек.
Олимпийский самовар был представлен в Тульском музее самоваров на выставке «Олимпийская снежинка» (проходила с 7 по 18 февраля 2014 г.).